# Władysławowo
Władysławowo (Duits: Großendorf) is een stad en gemeente in het Poolse woiwodschap Pommeren, gelegen in de powiat Puck. De oppervlakte bedraagt 38,41 km², het inwonertal 15.015 (2009).

## Plaatsen in gemeente Władysławowo
- Chałupy (Ceynowa)
- Jastrzębia Góra (Habichtsberg)
- Władysławowo (Großendorf)